# Blaignac
Blaignac é uma comuna francesa na região administrativa da Nova Aquitânia, no departamento da Gironda. Estende-se por uma área de 3,17 km². Em 2010 a comuna tinha 292 habitantes (densidade: 92,1 hab./km²).